# 2SLAQ J025901.29+001222.3
2SLAQ J025901.29+001222.3 abrégé en 2SLAQ J0259+0012 est un très lointain quasar. Il fait partie du petit groupe du quasars SDSS J025905.64+001121.9. Ce groupe contient 2 quasars et il se situe dans la constellation de la Baleine à plus de 2,1 milliards d'années-lumière,,,.

## Découverte de 2SLAQ J0259+0012
2SLAQ J0259+0012 a été découvert par le SDSS Stripe 82 en 2010. Le SDSS Stripe 82 est une étude de l'accrétion des gaz autour des quasars. Cette étude s'est effectuée dans les ultraviolets.